# Doktor Ewa
Doktor Ewa – polski czarno-biały serial telewizyjny wyprodukowany w 1970 roku; dramat obyczajowy o tematyce medycznej w reżyserii Henryka Kluby, poruszający problemy społeczne i obyczajowe polskiej wsi. Scenariusz napisali Wilhelmina Skulska i Jan Laskowski. W TVP Polonia wyświetlany z angielskimi napisami.
Serial kręcono w następujących lokacjach: Poświętne (filmowe Międzyborze), Gorzkowice, Piotrków Trybunalski (Rynek Trybunalski, ul. Grodzka, ul. Śląska), Bogusławice (stado ogierów), Łódź (Willa Hüffera przy ul. Wólczańskiej).

## Tytułowa bohaterka
Główną bohaterką serialu jest tytułowa doktor Ewa Lipska, młoda lekarka tuż po ukończeniu studiów medycznych, atrakcyjna fizycznie. Chociaż miała ciekawszą propozycję zawodową w Warszawie, wybrała jednak pracę lekarki na wsi. Pochodzi z dużego miasta, osiada w małej miejscowości — w Międzyborzu (koło Gorzkowic) — i rozpoczyna praktykę lekarską w wiejskim ośrodku zdrowia. Różnice pomiędzy nią a jej pacjentami są ogromne, Ewa musi więc dołożyć starań, by nauczyć się z nimi rozmawiać i zdobyć ich zaufanie. Rolę tę powierzono Ewie Wiśniewskiej.

## Lista odcinków wraz z obsadą
| Numer odcinka | Tytuł             | Obsada aktorska |
| ------------- | ----------------- | --- |
| 1             | Trudny wybór      | Maria Białobrzeska, Janina Borońska-Łągwa, Adam Daniewicz, Wiesław Dymny, Zofia Grąziewicz, Maria Kaniewska, Janusz Kłosiński, Ewa Lemańska, Celina Niedźwiecka, Ryszard Pietruski, Jan Rudnicki, Ewa Wiśniewska, Andrzej Zaorski, Józef Zbiróg |
| 2             | Cena lekcji       | Halina Billing-Wohl, Danuta Cwynarówna, Celina Klimczak, Jolanta Lothe, Maciej Małek, Mirosława Marcheluk, Alicja Migulanka, Lech Ordon, Franciszek Pieczka, Ryszard Pietruski, Jerzy Przybylski, Bogusław Sochnacki, Jerzy Szpunar, Natalia Szymańska, Ewa Wiśniewska, Zygmunt Zintel                                                                                                  |
| 3             | Prawo do życia    | Marek Dudek, Edmund Fetting, Maciej Grzybowski, Celina Klimczak, Janusz Kłosiński, Włodzimierz Kwaskowski, Jolanta Lothe, Ryszard Pietruski, Bogusław Sochnacki, Michał Szewczyk, Natalia Szymańska, Ewa Wiśniewska, Jan Żardecki |
| 4             | Obowiązek lekarza | Marek Dudek, Celina Klimczak, Jolanta Lothe, Katarzyna Łaniewska, Andrzej Łągwa, Hanna Molenda, Zygmunt Nowicki, Ludwik Pak, Ryszard Pietruski, Barbara Rachwalska, Marek Sobczyk, Bogusław Sochnacki, Igor Śmiałowski, Ewa Wiśniewska |
| 5             | Przeoczenie       | Piotr Augustyniak, A. Jacyna, Ewa Berger-Jankowska, A. Lenart, Jolanta Lothe, Zygmunt Malawski, Urszula Modrzyńska, Celina Niedźwiecka, Jan Nowicki, Ryszard Pietruski, Remigiusz Rogacki, Włodzimierz Skoczylas, Mieczysław Stoor, Jolanta Szemberg, A. Walendzik, Ewa Wiśniewska, Jerzy Złotnicki                                                                                     |
| 6             | Dwie prawdy       | Alicja Knast, Jolanta Lothe, Irena Malkiewicz, Janusz Mazanek, Hanna Molenda, Jan Nowicki, Franciszek Pieczka, Ryszard Pietruski, Alicja Sobieraj, Mieczysław Stoor, Krzysztof Stroiński, Ewa Wiśniewska |
| 7             | Stawka o życie    | Hanna Bedryńska, Paweł Maria Dolewski, Michał Dudziewicz, Edmund Fetting, Henryk Kluba, Jan Paweł Kruk, Jolanta Lothe, Celina Niedźwiecka, Zbigniew Niewczas, Jan Nowicki, Ryszard Pietruski, Barbara Połomska, Czesław Przybyła, Bogusław Sochnacki, Roman Sykała, Ewa Wiśniewska, Bogdan Wiśniewski                                                                                   |
| 8             | Porwanie          | Bogdan Baer, Witold Dederko, Zbigniew Dobrzyński, Joanna Jędryka, Jolanta Lothe, Jerzy Molga, Celina Niedźwiecka, Jan Nowicki, Lech Ordon, Ludwik Pak, Franciszek Pieczka, Ryszard Pietruski, Maciej Rayzacher, Edward Rączkowski, Jerzy Szpunar, Paweł Unrug, A. Walendzik, Ewa Wiśniewska                                                                                             |
| 9             | Pożegnania        | Marek Dudek, Andrzej Głoskowski, Marek Jasiński, Romana Kamińska, Celina Klimczak, Janusz Kłosiński, Jolanta Lothe, Katarzyna Łaniewska, Andrzej Łągwa, Celina Niedźwiecka, Lech Ordon, Ludwik Pak, Janusz Paluszkiewicz, Franciszek Pieczka, Ryszard Pietruski, Bogusław Sochnacki, Mieczysław Stoor, Natalia Szymańska, Igor Śmiałowski, Ewa Wiśniewska, Andrzej Wohl, Jan Zdrojewski |

## Informacje dodatkowe
- Za rolę w tym serialu Ewa Wiśniewska otrzymała w 1972 r. nagrodę tygodnika „Kvety”.